# Guiguemtinga
Guiguemtinga est une localité située dans le département de Koubri de la province du Kadiogo dans la région Centre au Burkina Faso. En 2006, cette localité comptait 1 516 habitants dont 51,5 % de femmes.